# Theristus pertenius
Theristus pertenius är en rundmaskart. Theristus pertenius ingår i släktet Theristus, och familjen Monhysteridae. Arten är reproducerande i Sverige.